# Adesmus pilatus
Adesmus pilatus là một loài bọ cánh cứng trong họ Cerambycidae.